# قصر بن عياد
 قصر بن عياد  هو معلم أثري تونسي مصنف من قبل المعهد الوطني للتراث يقع في ولاية مدنين في الجنوب الشرقي التونسي، تحديدا في مدينة صدغيان تم تصنيف المعلم في يوم 4 يوليو 2016 .

## مقالات ذات صلة
- قائمة المعالم الأثرية المصنفة في تونس